# Marcolfo (nome)
Marcolfo  è un nome proprio di persona italiano maschile.

## Varianti
- Maschili: Marculfo
- Femminili: Marcolfa[1]

### Varianti in altre lingue
- Germanico: Marculf[2], Marculph[2], Marcolf[2], Marcholf[2]
- Latino: Marculphus[1]
  - Femminili: Marculpha[1]

## Origine e diffusione
Deriva dall'antico nome germanico Markulf, composto da mark, "confine", e wolf, "lupo"; il secondo termine è presente anche nei nomi Pandolfo, Rodolfo e via dicendo. Il significato può essere interpretato come "colui che custodisce i confini".

## Onomastico
L'onomastico viene festeggiato il 1º maggio in ricordo di san Marculfo, abate.

## Persone
- Marcolfo, monaco e scrittore francese

## Il nome nelle arti
- Marcolfa è un personaggio letterario della raccolta Bertoldo, Bertoldino e Cacasenno di Giulio Cesare Croce e di vari film a essa ispirati.
- Marcolfa è uno dei personaggi della commedia Don Perlimplin di Federico García Lorca, e dell'opera lirica di Bruno Maderna da essa tratta.
- Marcolfa è il titolo di una commedia di Dario Fo.